# Чепцов, Александр Александрович
Алекса́ндр Алекса́ндрович Чепцо́в (1902—1980) — советский юрист, председатель Военной коллегии Верховного суда СССР и одновременно заместитель председателя Верховного суда СССР (1948—1957), генерал-лейтенант юстиции (1949).

## Биография
Родился в 1902 году. С 1911 по 1917 годы являлся воспитанником Московского синодального училища, где в старших классах исполнял роль библиотекаря.
- 1939—1942 гг. — военный юрист Военной коллегии Верховного Суда СССР[2]
- 1942—1945 гг. — заведующий сектором управления кадров ЦК ВКП(б)
- 11.07.1945 — присвоено звание генерал-майора юстиции[3]
- 1945—1946 гг. — заместитель Главного военного прокурора РККА
- 1946—1948 гг. — заместитель Главного военного прокурора и военный прокурор Сухопутных войск
- 1948—1957 гг. — председатель Военной коллегии Верховного Суда СССР, одновременно заместитель председателя Верховного Суда СССР
- 1949 год — присвоено звание генерал-лейтенанта юстиции.

## Работа в Военной коллегии Верховного суда СССР
В мемуарной литературе имеется несколько упоминаний об участии А. А. Чепцова в рассмотрении конкретных дел в составе Военной коллегии Верховного Суда СССР :
 — 24 июля 1941 г. Военная коллегия Верховного Суда СССР в составе председательствующего диввоенюриста М. Р. Романычева, военюриста I ранга А. А. Чепцова, В. В. Буканова вынесла оправдательный приговор в отношении М. С. Кедрова, соратника В. И. Ленина и Ф. Э. Дзержинского, бывшего члена Коллегии ОГПУ. Дальнейшая судьба Михаила Кедрова была определена Л. П. Берией, по личному указанию которого он был расстрелян.
 — в ходе рассмотрения в 1952 году дела по обвинению членов Еврейского антифашистского комитета, которое проводилось под председательством председателя Военной коллегии А. А. Чепцова без участия представителей государственного обвинения и защиты, Чепцов, как он утверждал позднее (в 1957 году), усомнился в «полноте и объективности расследования дела» и счёл необходимым отправить его на доследование. Своё мнение он доложил Генеральному прокурору СССР Г. Н. Сафонову, председателю Верховного Суда СССР А. А. Волину, Председателю Президиума Верховного Совета СССР Н. М. Швернику, секретарю ЦК ВКП(б) П. К. Пономаренко, председателю КПК при ЦК ВКП(б) М. Ф. Шкирятову, но поддержки не получил. Все они рекомендовали обратиться по этому вопросу к Г. М. Маленкову. Маленков, в свою очередь, потребовал от Чепцова выполнять решение Политбюро ЦК КПСС, где этот вопрос рассматривался ранее. По делу был вынесен обвинительный приговор. Осуждённых расстреляли 12 августа 1952 г.
Время работы А. А. Чепцова в Военной коллегии охватило как период массовых репрессий, так и последующей реабилитации незаконно осуждённых, в ходе которой он не только выносил оправдательные определения Верховного Суда по резонансным делам (см. например определение по делу М. Н. Тухачевского), но и подписывал справки о реабилитации лиц, в отношении которых он ранее выносил обвинительные приговоры.
19 ноября 1956 года член Президиума ЦК КПСС маршал Г. К. Жуков подал в ЦК КПСС записку, в которой обвинил Чепцова и главного военного прокурора и заместителя генерального прокурора СССР генерал-майора юстиции Варского Е. И. в том, что они «в период 1946—1951 гг. своими действиями способствовали незаконному осуждению генералов Советской Армии по сфальсифицированным на них делам бывшим министерством госбезопасности» — в частности, Чепцов в 1946 году санкционировал арест и утвердил обвинительное заключение на Главного маршала авиации Новикова А. А., генерал-полковника инженерно-авиационной службы Репина А. К., генерал-полковника авиации Шиманова Н. С., генерал-лейтенанта инженерно-авиационной службы Селезнева Н. П. Считая, что Чепцов и Варской полностью себя дискредитировали нарушениями социалистической законности, маршал Жуков потребовал снять их с занимаемых должностей.
Согласно архивным документам, отдел административных органов ЦК КПСС в начале 1957 года подготовил предложение об освобождении Варского от занимаемой должности. Что касается Чепцова, то вопрос о его освобождении от работы в Верховном Суде СССР было предложено разрешить в ходе выборов Верховного Суда на предстоящей сессии Верховного Совета СССР — а именно, не представлять его кандидатуру в новый состав.

## Последние годы
В 1957 году А. А. Чепцов был уволен в запас. Скончался в 1980 году. Похоронен на 12-м участке Ваганьковского кладбища в Москве.